# Dirk Bouts

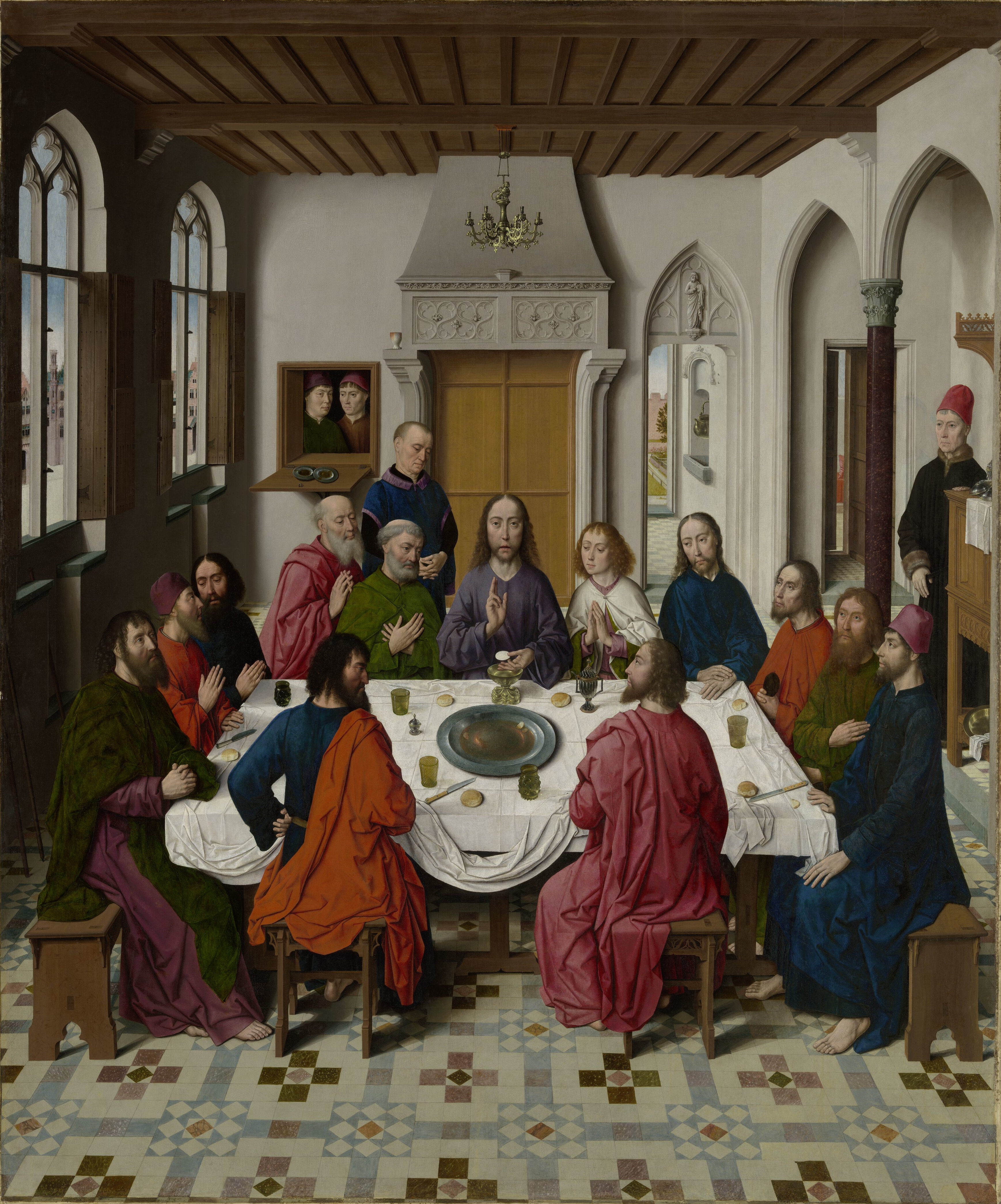
Dirk Bouts – ”Nattvarden” (cirka 1465). Sint-Pieterskerk, Leuven.

Dirk Bouts, född cirka 1415 i Haarlem, Nederländerna, död 6 maj 1475 i Leuven, var en nederländsk målare. Han var far till konstnären Albrecht Bouts.
Bouts förenade i sina verk influenser från bröderna van Eyck och Rogier van der Weyden, som förmodligen var hans lärare. Bouts var en mycket objektiv målare och iakttog verkligheten med ett kritiskt avståndstagande och hade ett intellektuellt sätt att närma sig frågor om rummet, perspektivet och bilduppbyggnaden. Detta framgår tydligt i Eukaristitriptyken där en samtida festscen medelst en sträng geometrisk komposition blir en gripande, allvarlig Nattvarden, (c:a 1465; se bild), är en av kompositionerna i triptyken. Målningen utfördes för Peterskyrkan i Leuven, och var färdigställd 1467. Flygeldörrarna till altaret hamnade på omvägar i Berlin och München, men återlämnades till Belgien som krigsskadestånd efter freden i Versailles.  
Målningen Hades i hans triptyk Yttersta domen ger uttryck för en mer ömsint, lyrisk känsla och innehåller en mer nyanserad framställning av känslor av resignation och nåd. Andra viktiga verk är ett mansporträtt i halvfigur framför ett fönster, daterad 1462, som finns på British museum. Målningen är Bouts tidigaste daterade målning. För rådhuset i Leuven målade Bouts 1468 två historiska framställningar av rättvisans förhärligande. Ytterligare ett viktigt verk är hans Sankt Hippolyts martyrium i Salvatorskyrkan i Brygge.